# Volumen 11
Volumen 11 es el decimocuarto álbum de estudio solista del músico de rock argentino Andrés Calamaro. Este disco de Andrés es un poco más ruidoso y creativo que su predecesor álbum Bohemio.

## Lista de canciones
| Volumen 11 |                             |          |  |
| N.º        | Título                      | Duración |  |
| 1.         | «Apocalipsis en Malasaña»   | 2:51     |  |
| 2.         | «Frío Y Barro (2ºda Parte)» | 2:23     |  |
| 3.         | «Rock Y Juventud»           | 5:20     |  |
| 4.         | «Tan Triste No Es El Blues» | 2:31     |  |
| 5.         | «La Noche»                  | 3:42     |  |
| 6.         | «Atunes Y Ballenas»         | 2:50     |  |
| 7.         | «Como El Viento Voy A Ver»  | 4:59     |  |
| 8.         | «Mareo»                     | 3:21     |  |
| 9.         | «El Huevo Y La Gallina»     | 5:10     |  |
| 10.        | «Blues De Santa Fe»         | 3:15     |  |
| 11.        | «Las Almas Agradecidas»     | 3:14     |  |
| 12.        | «Vampiro Torero»            | 1:52     |  |
| 13.        | «Pánico En Benidorm»        | 2:35     |  |
| 14.        | «Cazador De Ateos»          | 1:54     |  |
| 15.        | «Hasta El Cielo»            | 2:21     |  |
| 16.        | «Blues Y Orquesta»          | 2:38     |  |
| 17.        | «Que Te Vaya Bonito»        | 2:37     |  |
| 18.        | «Trujillo Libre»            | 11:52    |  |
| 19.        | «La Burra»                  | 2:35     |  |
| 1:08:00    |                             |          |  |

## Sencillos
- La Noche
- Rock Y Juventud

- Datos: Q30130552